# Поршинец
Поршинец — деревня в Лихославльском районе Тверской области.

## География
Находится в центральной части Тверской области на расстоянии приблизительно 9 км на юго-восток по прямой от районного центра города Лихославль, прилегая с востока к поселку Крючково.

## История
На дореволюционных картах деревня не отмечалась, появилась на карте 1941 года. До 2017 года входила в Крючковское сельское поселение Лихославльского района, с 2017 по 2021 год входила в Вёскинское сельское поселение до его упразднения.

## Население
Численность населения:  23 (русские 96%) в 2002 году, 13 в 2010.